# Ertsenrijk
Ertsenrijk is een gehucht van Halen, gelegen ten zuiden van de dorpskern in de vallei van de Gete.
In het verleden werd de naam van het gehucht geschreven als Echericke, Escherike, of Etsrike (1295). Het eerste deel van de naam zou dan afkomstig kunnen zijn van etsel, wat laten weiden betekent.. Het tweede gedeelte rike zou omheining betekenen. Door zijn ligging naast de Gete zou het gebied geschikt geweest zijn voor weiden. In de dertiende eeuw ontstond hier het laathof, Hof van Landorp of van Vlierbeek. Het gebied groeide uit tot een langwerpige  dries waarrond hoeves en huizen werden gebouwd.
Ertsenrijk kent een gesloten vierkantshoeve aan Ertsenrijkstraat 115, die dateert van 1852. De inrijpoort van deze hoeve is voorzien van een duiventoren. Ook aan Ertsenrijkstraat 107 is een U-vormige boerderij te vinden, die dateert van de eerste helft van de 19e eeuw.
1. ↑  DBNL Naamkunde, jaargang 24 https://www.dbnl.org/tekst/_naa002199201_01/_naa002199201_01_0005.php
2. ↑  F. Claes, Eusseltoponiemen in de streek van Diest, in: Naamkunde 18 (1986), p. 150-151.